# Pöllauberg
Pöllauberg ist eine Gemeinde im Gerichtsbezirk Fürstenfeld bzw. Bezirk Hartberg-Fürstenfeld (Steiermark, Österreich) mit 1967 Einwohnern (Stand 1. Jänner 2025).

## Geografie

### Geografische Lage
Pöllauberg liegt im Joglland etwa zehn Kilometer westlich der Bezirkshauptstadt Hartberg und etwa 38 km nordöstlich der Landeshauptstadt Graz. Die Gemeinde gehört zum Naturpark Pöllauer Tal und liegt oberhalb von Pöllau am linken Ufer der Pöllauer Safen. Die Gemeinde wird von zahlreichen Zuflüssen der Pöllauer Safen – vornehmlich vom Rauschbach – entwässert. Der höchste Punkt im Gemeindegebiet ist der im äußersten Norden gelegene Masenberg mit einer Höhe von 1261 m.

### Gemeindegliederung
| Katastralgemeinden                                                      | Ortschaften in der Gemeinde |
| ----------------------------------------------------------------------- | --- |
| Oberneuberg (16,31 km²) Unterneuberg (4,47 km²) Zeil-Pöllau (13,07 km²) | Oberneuberg (ZH) Brandstatt (ZH) Dreihöf (ZH) Ertlhöf (ZH) Gimpelhöf (ZH) Hausberg (ZH) Hochstraße (ZH) Holzhöf (ZH) Muggental (ZH) Multerleiten (ZH) Pikeroi (ZH) Point (ZH) Pöllauberg (R) Sattel (ZH) Schachengraben (ZH) Schweighof (ZH) Spitzberg (ZH) Wiesberg (ZH) Winzenberg (ZH) Unterneuberg Breitenbach (ZH) Goldsberg (ZH) Obersalberg (ZH) Pikeroi (W) Salberg (ZH) Untersalberg (ZH) Zeil bei Pöllau (ZH) Dörfl (R):Lehenberg (ZH) Retterhöf (W) Safenberg (ZH) Sauberg (ZH) |
| Legende                                                                 | |

| In der Spalte Katastralgemeinden sind sämtliche Katastralgemeinden einer Gemeinde angeführt. In der Klammer ist die jeweilige Fläche in km² angegeben. |
| In der Spalte Ortschaften sind sämtliche von der Statistik Austria erfassten Siedlungen, die auch eine eigene Ortschaftskennziffer aufweisen, angeführt. In der Hierarchieebene derselben Spalte, rechts eingerückt, werden nur Ansiedlungen, die mindestens aus mehreren Häusern bestehen, dargestellt. Die wichtigsten der verwendeten Abkürzungen sind: - M = Hauptort der Gemeinde - Stt = Stadtteil - R = Rotte - W = Weiler - D = Dorf - ZH = Zerstreute Häuser - Sdlg = Siedlung - Hgr = Häusergruppe - E = Einzelgehöft (nur wenn sie eine eigene Ortschaftskennziffer haben) Die komplette Liste der Statistik Austria ist in: Topographische Siedlungskennzeichnung nach STAT Zu beachten ist, dass manche Orte unterschiedliche Schreibweisen haben können. So können sich Katastralgemeinden anders schreiben als gleichnamige Ortschaften bzw. Gemeinden. Quelle: Statistik Austria – |

Das Gemeindegebiet umfasst folgende drei Ortschaften (Einwohner 1. Jänner 2025):
- Oberneuberg (715) mit Brandstatt, Dreihöf, Ertlhöf, Gimpelhöf, Hausberg, Hochstraße, Holzhöf, Muggental, Multerleiten, Pikeroi, Point, Pöllauberg, Sattel, Schachengraben, Schweighof, Spitzberg, Wiesberg und Winzenberg
- Unterneuberg (563) mit Breitenbach, Goldsberg, Obersalberg, Pikeroi, Salberg und Untersalberg
- Zeil-Pöllau (689) mit Dörfl, Lehenberg, Retterhöf, Safenberg und Sauberg

### Eingemeindungen
Die heutige Gemeinde Pöllauberg entstand am 1. Februar 1968 durch die Zusammenlegung der selbständigen Gemeinden Oberneuberg, Unterneuberg und Zeil-Pöllau.

### Nachbargemeinden
|        | Vorau                                       | Grafendorf bei Hartberg |
| Pöllau | Kompassrose, die auf Nachbargemeinden zeigt | Greinbach               |
| Pöllau | Pöllau                                      | Hartberg Umgebung       |

## Geschichte
Markgraf Leopold schenkte um 1125 bis 1128 das Ministerialengut an den Ahnherrn der Stubenberger, Wulfing. Darin enthalten war das Gebiet der heutigen Gemeinde Pöllauberg. Wulfing von Stubenberg begann, die Berghänge oberhalb von Pöllau zu besiedeln. Im Jahre 1685 gründete Propst Michael Josef Maister vom Stift Pöllau die erste Schule in Pöllauberg, sein Nachfolger Ortenhofen erhob Pöllauberg zur Pfarre. Pöllauberg kam zu Oberneuberg und wurde damit 1818 eine Gemeinde im neuen Bezirk Pöllau.

### Bevölkerungsentwicklung
| Pöllauberg: Einwohnerzahlen von 1869 bis 2024       | Pöllauberg: Einwohnerzahlen von 1869 bis 2024 | Pöllauberg: Einwohnerzahlen von 1869 bis 2024 | Pöllauberg: Einwohnerzahlen von 1869 bis 2024 | Pöllauberg: Einwohnerzahlen von 1869 bis 2024 |
| --------------------------------------------------- | --------------------------------------------- | --------------------------------------------- | --------------------------------------------- | --------------------------------------------- |
| Jahr                                                |                                               |                                               |                                               | Einwohner                                     |
| 1869                                                | 1869                                          |                                               | 2.242                                         | 2.242                                         |
| 1880                                                | 1880                                          |                                               | 2.061                                         | 2.061                                         |
| 1890                                                | 1890                                          |                                               | 2.015                                         | 2.015                                         |
| 1900                                                | 1900                                          |                                               | 1.972                                         | 1.972                                         |
| 1910                                                | 1910                                          |                                               | 2.039                                         | 2.039                                         |
| 1923                                                | 1923                                          |                                               | 1.968                                         | 1.968                                         |
| 1934                                                | 1934                                          |                                               | 2.085                                         | 2.085                                         |
| 1939                                                | 1939                                          |                                               | 1.995                                         | 1.995                                         |
| 1951                                                | 1951                                          |                                               | 1.977                                         | 1.977                                         |
| 1961                                                | 1961                                          |                                               | 2.016                                         | 2.016                                         |
| 1971                                                | 1971                                          |                                               | 2.232                                         | 2.232                                         |
| 1981                                                | 1981                                          |                                               | 2.325                                         | 2.325                                         |
| 1991                                                | 1991                                          |                                               | 2.235                                         | 2.235                                         |
| 2001                                                | 2001                                          |                                               | 2.223                                         | 2.223                                         |
| 2011                                                | 2011                                          |                                               | 2.103                                         | 2.103                                         |
| 2021                                                | 2021                                          |                                               | 2.039                                         | 2.039                                         |
| 2024                                                | 2024                                          |                                               | 1.999                                         | 1.999                                         |
| Quelle(n): Statistik Austria, Gebietsstand 1.1.2021 |                                               |                                               |                                               |                                               |

## Kultur und Sehenswürdigkeiten

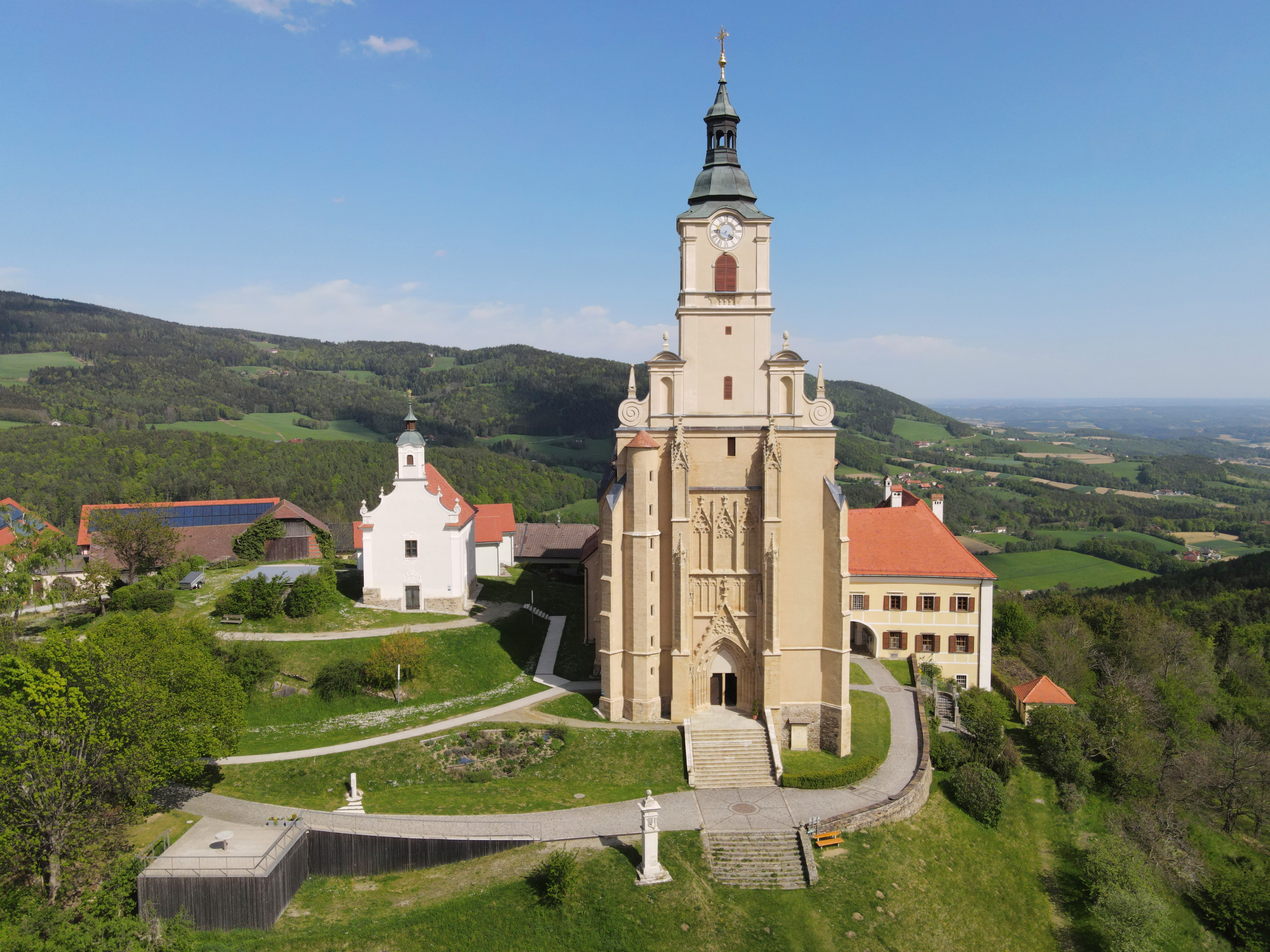
Wallfahrtskirche Maria Pöllauberg

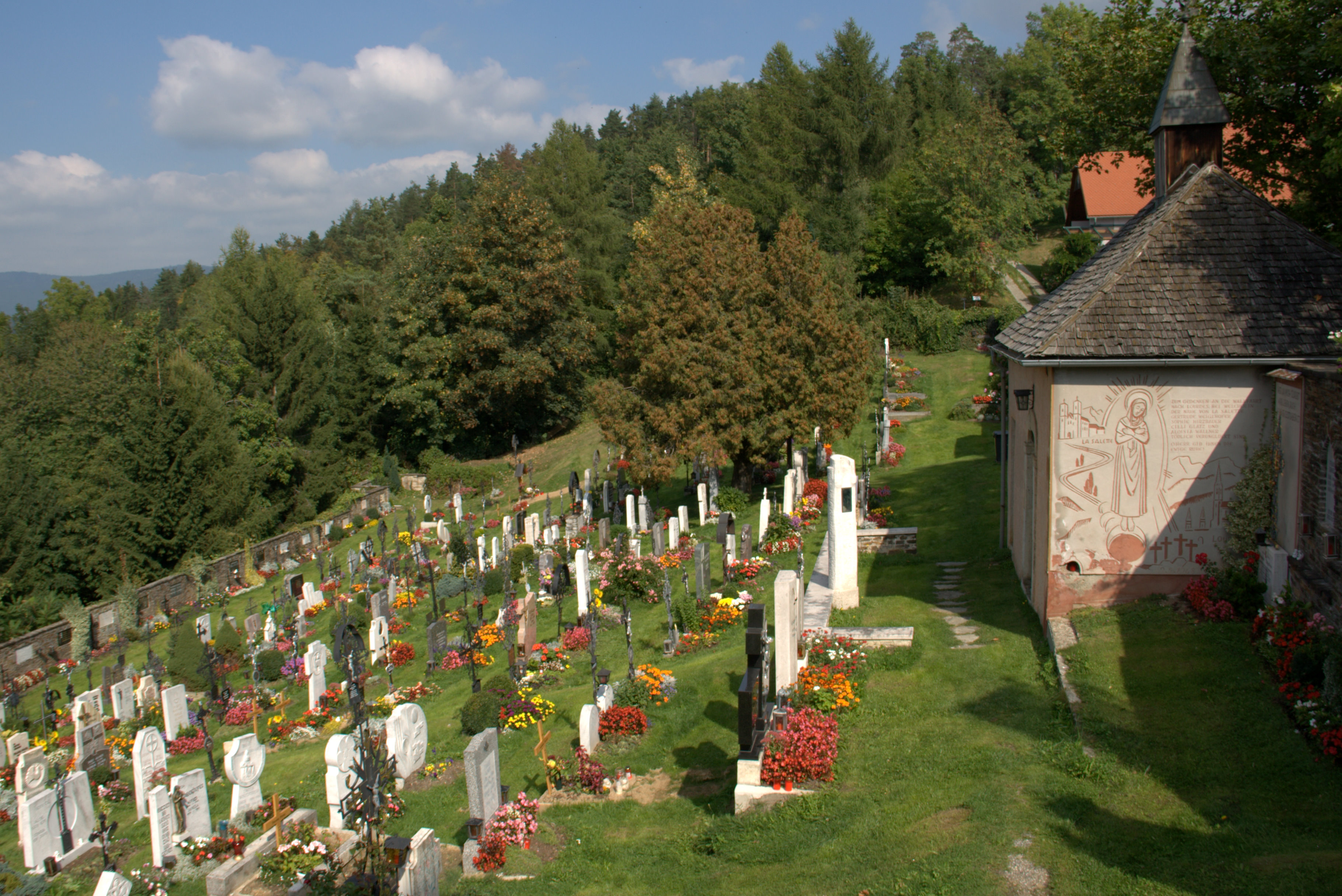
Der malerische Friedhof von Pöllauberg

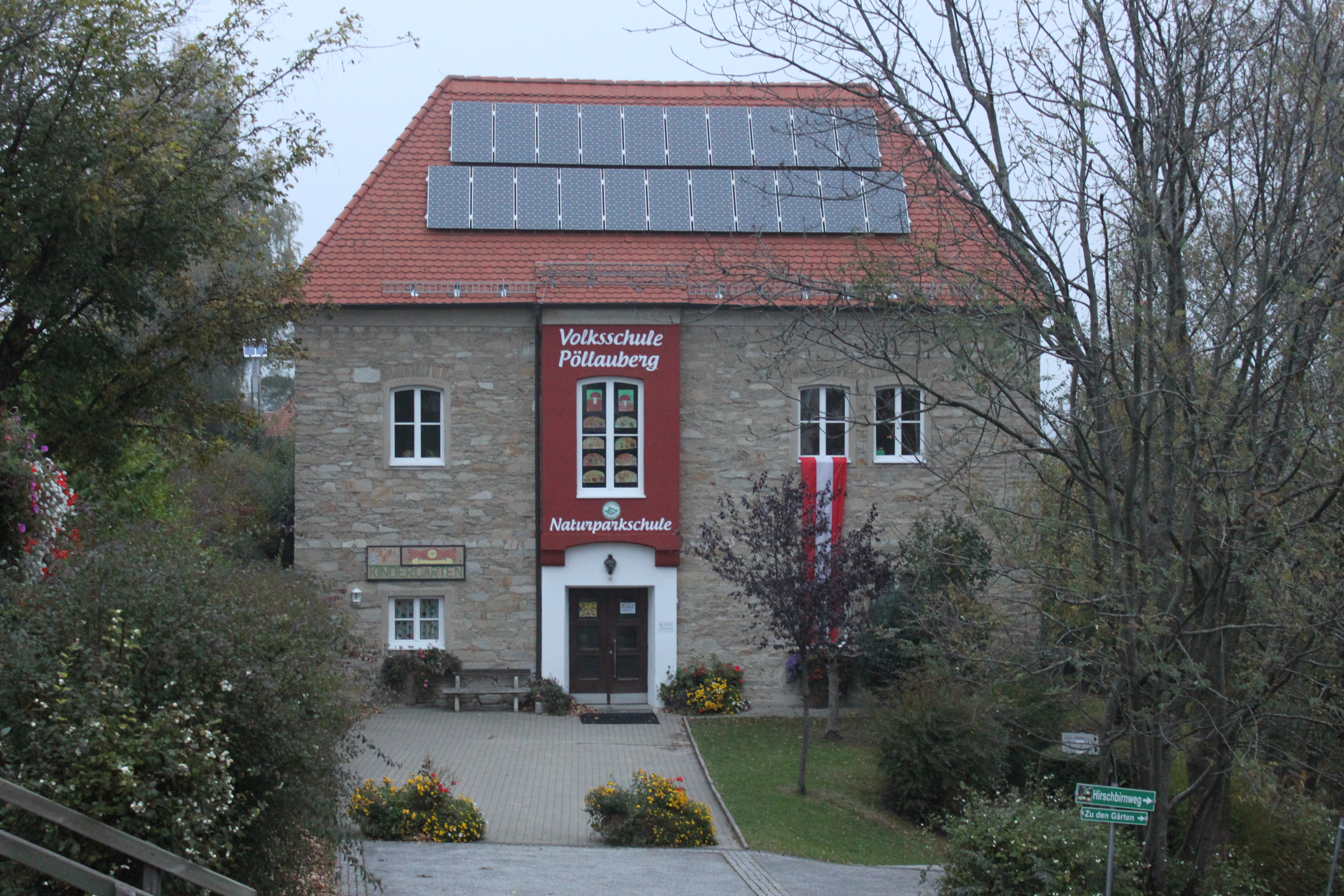
Volksschule Pöllauberg

- Pfarr- und Wallfahrtskirche Maria Pöllauberg: Die Wallfahrt zum Pöllauberg begann Ende des 12. und Anfang des 13. Jahrhunderts mit der Verehrung eines Marienbildes. An der Stelle der heutigen Annakirche entstand eine romanische Kapelle, die hauptsächlich samstags besucht wurde, was dem Berg den Namen „Samstagsberg“ brachte. Um 1340 begann der Bau der heutigen Wallfahrtskirche Maria Pöllauberg im gotischen Stil. Stifterin war Katharina von Stubenberg. Bemerkenswert am Bau der Kirche ist das zweischiffige Langhaus mit drei Jochen und Kreuzrippengewölbe, während Chor und Vorhalle zu drei Schiffen erweitert sind. Die Kirche liegt unterhalb der ursprünglichen Kapelle am nach drei Seiten steil abfallenden Berg. Das Hauptportal im Westen ist nur über 18 Stufen erreichbar. Im Jahr 2009 wurde ein barrierefreier Zugang auf der linken Seite eingerichtet. Damit ist der Zugang vom Hauptplatz weg ohne Stufen möglich. Die Wände der Kirche sind größtenteils unverputzter Bruchstein, lediglich die Westfassade wurde aus Hausteinen hergestellt. Die Einrichtung des Innern enthält noch eine gotische Marienstatue als Gnadenbild aus dem 15. Jahrhundert, ansonsten stammt der größte Teil aus dem Barock: der Hochaltar wurde von Marx Schokotnigg und seinem Sohn Joseph zwischen 1710 und 1730 errichtet; die Orgel auf der Orgel-Empore mit reicher Stuckatur stammt von 1684. Bei einem Blitzschlag im Jahr 1674 wurde der gotische Turm zerstört und 1678 durch einen barocken Turm ersetzt, der 1872 um ein Turmkreuz erweitert wurde. Der Wallfahrtsort zählt heute zu den bedeutsamsten der Steiermark und wird jährlich von rund 100.000 Gläubigen besucht.
- Die Filialkirche hl. Anna steht etwas höher neben der Wallfahrtskirche und ist die anfängliche Marienkapelle der Gemeinde. Die ursprünglich romanische Kapelle wurde 1532 erweitert und später barockisiert. Der jetzige Altar mit dem Bild der heiligen Anna stammt aus dem Jahr 1644. Die Annakirche enthält teilweise Einrichtungsgegenstände aus der Wallfahrtskirche Maria Pöllauberg, die dort nach Umgestaltungen nicht mehr benötigt wurden.
- Im Rahmen des europäischen Wettbewerbes Entente Florale Europe wurde Pöllauberg 1986 zum Schönsten Blumendorf Europas gekürt und mit einer Goldmedaille in der Kategorie Dorf ausgezeichnet.[3]
- Pöllauberg wurde im Jahr 2003 als das Schönste Blumendorf der Steiermark ausgezeichnet – eine Auszeichnung, die Pöllauberg seit 1985 bereits mehrfach erhalten hat.[4]
- Im Jahr 2009 gewann die oststeirische Gemeinde die von der Kleinen Zeitung veranstaltete Wahl zum Schönsten Fleckerl der Steiermark.[5]

## Wirtschaft und Infrastruktur

### Trinkwasser
Etwa 150 von 750 Haushalten werden mit Stand März 2023 vom öffentlichen Wassernetz der Gemeinde versorgt. 600 Haushalte von rund 30 privaten Wasserverbänden und Wassergenossenschaften. Die Gemeinde betreibt den Zusammenschluss, um sich bei Wassermangel wechselweise aushelfen zu können. Die Lage der Leitungen soll digital erfasst werden.

### Verkehr
Pöllauberg liegt abseits der großen Hauptverkehrsstraßen. Die Gemeinde ist in erster Linie über Nebenstraßen der im Tal der Pöllauer Safen verlaufenden Landesstraße erreichbar. Die Süd Autobahn A 2 von Wien nach Graz ist etwa 17 km entfernt und über die Anschlussstelle Hartberg (115) erreichbar. Die Entfernung zur Wechsel Straße B 54 von Wiener Neustadt über Hartberg nach Gleisdorf beträgt etwa 14 km.
Pöllauberg ist nicht an das Eisenbahnnetz angeschlossen. Ein Bahnhof ist im Umkreis von zehn Kilometern nicht vorhanden.
Der Flughafen Graz ist etwa 65 km entfernt.

### Bildung
In Pöllauberg gibt es einen Kindergarten, eine Volksschule und eine öffentliche Bücherei.

## Politik

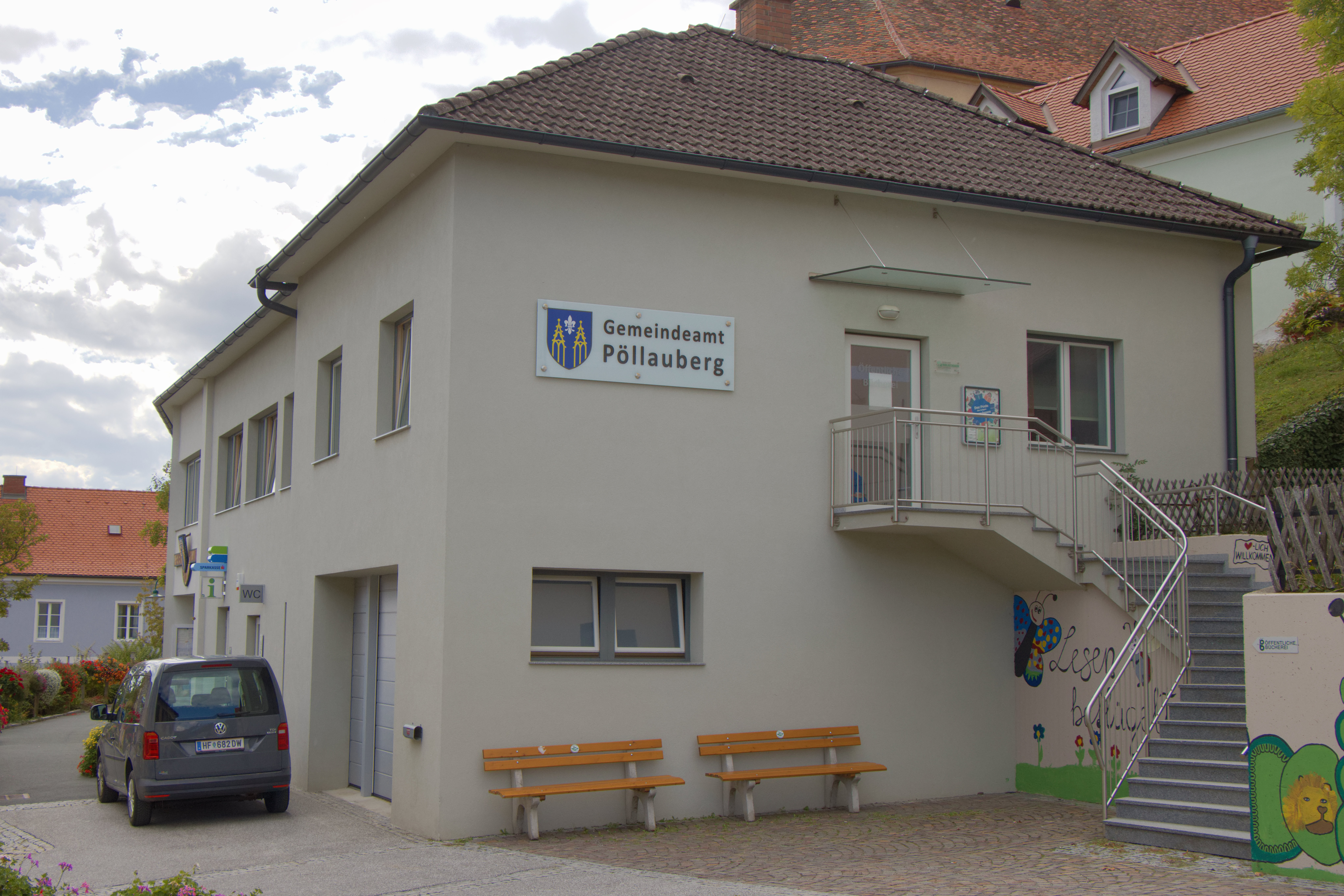
Gemeindeamt

### Bürgermeister
Gerald Klein (ÖVP) ist seit 2019 Bürgermeister. Vizebürgermeisterin ist Theresia Heil, Gemeindekassier Andreas Schweighofer.

### Chronik der Bürgermeister
Längstdienender Bürgermeister war Johann Handler, der von 1961 bis 1968 die Gemeinde Unterneuberg und von 1968 bis 1992 die fusionierte Gemeinde Pöllauberg leitete.
| Gemeinde Oberneuberg | Gemeinde Unterneuberg | Gemeinde Zeil-Pöllau |
| --- | --- | --- |
| - 1856–1858: Georg Berghofer - 1860–1866: Franz Kratzer - 1879–1883: Patritz Polzhofer - 1892–1897: Anton Gruber - 1906–1908: Anton Stoppacher - 1909–1913: Josef Gruber - 1913–1925: Franz Gruber - 1925–1932: Anton Kornberger - 1932–1838: Johann Kopper - 1938–1942: Alexander Retter - 1942–1945: Anton Stoppacher d. J. - 1945–1955: Michael Reiterer - 1955–1968: Johann Schuster | - 1857–1866: Josef Hochegger - 1883–????: N. Kröpfl - 1892–1997: Josef Schirnhofer - 1903–1907: Franz Kröpfl - 1907–1909: Johann Kainer - 1909–1913: Alois Höfler - 1913–1918: Leopold Glatz - 1918–1921: Leopold Reisenhofer - 1921–1938: Johann Fuchs - 1938–1946: Karl Raith - 1946–1961: Anton Mayerhoefr - 1961–1968: Johann Handler | - 1858–1863: Josef Schloffer - 1863–1868: Moritz de Buigne - 1871–????: Johann Schöngrundner - 1882–1883: Franz Kratzer - 1892–1895: Mathias Kolb - 1903–1912: Karl Grasser - 1912–1921: Johann Weiglhofer - 1921–1925: Josef Kratzer - 1925–1928: Johann Weiglhofer - 1928–1933: Georg Weghofer - 1933–1938: Johann Weiglhofer - 1938–1941: Anton Tuttner - 1941–1945: Karl Grasser d. J. - 1945–1947: Adalbert Seemann - 1947–1955: Mathias Heitzer - 1955–1968: Peter Kandlhofer |
| Bürgermeister der fusionierten Gemeinde Pöllauberg | | |
| | - 1968–1992: Johann Handler (ÖVP) - 1993–1995: Alois Gruber (ÖVP) - 1995–2019: Johann Weiglhofer (ÖVP) - seit 2019: Gerald Klein (ÖVP) | |

### Gemeinderat
| Partei          | 2020    | 2020    | 2020    | 2015  | 2015  | 2015  | 2010  | 2010  | 2010  | 2005  | 2005  | 2005  | 2000  | 2000  | 2000  | 1995 | 1995 | 1995 | 1990 | 1990 | 1990 |
| Partei          | Sti.    | %       | M.      | Sti.  | %     | M.    | Sti.  | %     | M.    | Sti.  | %     | M.    | Sti.  | %     | M.    | Sti. | %    | M.   | Sti. | %    | M.   |
| --------------- | ------- | ------- | ------- | ----- | ----- | ----- | ----- | ----- | ----- | ----- | ----- | ----- | ----- | ----- | ----- | ---- | ---- | ---- | ---- | ---- | ---- |
| ÖVP             | 1181    | 89,54   | 14      | 1272  | 85    | 13    | 1356  | 85    | 13    | 1.211 | 77    | 12    | 1251  | 83    | 13    | 992  | 69   | 11   | 1117 | 76   | 12   |
| SPÖ             | 0138    | 10,46   | 01      | 0231  | 15    | 02    | 0231  | 15    | 02    | 0362  | 23    | 03    | 0264  | 17    | 02    | 442  | 31   | 04   | 0353 | 24   | 03   |
| Wahlberechtigte | 1.754   | 1.754   | 1.754   | 1.804 | 1.804 | 1.804 | 1.806 | 1.806 | 1.806 | 1.778 | 1.778 | 1.778 | 1.713 | 1.713 | 1.713 |      |      |      |      |      |      |
| Wahlbeteiligung | 76,45 % | 76,45 % | 76,45 % | 86 %  | 86 %  | 86 %  | 89 %  | 89 %  | 89 %  | 90 %  | 90 %  | 90 %  | 90 %  | 90 %  | 90 %  | 88 % | 88 % | 88 % | 91 % | 91 % | 91 % |

### Wappen
Am 15. September 1975 wurde der Gemeinde Pöllauberg von der steiermärkischen Landesregierung des Recht verliehen, ein eigenes Wappen zu führen.
Blasonierung: „Im blauen Schild zwei wachsende goldene durchbrochene Fialen, zwischen deren Spitzen eine silberne Lilie schwebt.“

### Regionalpolitik
Pöllauberg ist gemeinsam mit Pöllau Mitglied des Tourismusverbandes Naturpark Pöllauer Tal und mit diesem in der LEADER-Region Oststeirisches Kernland. Am 7. Dezember 2010 wurde der Naturpark Pöllauer Tal auch als Kleinregion konstituiert.

## Persönlichkeiten

### Ehrenbürger
Zu Ehrenbürgern wurden ernannt:
- Josef Krainer senior, Landeshauptmann der Steiermark (verliehen 1954)
- Erwin Stibenegg, Bezirkshauptmann des Bezirks Hartberg (verliehen 1955)
- Alfons Hinterwaldner, Volksschuldirektor (verliehen 1962)
- Anton Spath, Pfarrer von Pöllauberg (verliehen 1967)
- Josef Krainer junior, Landeshauptmann der Steiermark (verliehen 1988)
- Raimund Ochabauer, Pfarrer von Pöllau (verliehen 1991)
- Johann Handler, Bürgermeister von Unterneuberg und Pöllauberg (verliehen 1993)
- Waltraud Klasnic, Landeshauptfrau der Steiermark (verliehen 2000)
- August Fink, Pfarrer von Pöllauberg (verliehen 2001)
- Hermann Schützenhöfer (* 1952), Landeshauptmann der Steiermark (verliehen 2017)[15]
- Hans Weiglhofer, Bürgermeister von Pöllauberg (verliehen 2019)[16]

Ehrenbürger waren weiters
- Otto von Habsburg (nur in der Gemeinde Unterneuberg, verliehen 1934, aberkannt 1938)
- Kurt von Schuschnigg (nur in der Gemeinde Unterneuberg, verliehen 1934, aberkannt 1938)
- Adolf Hitler (1938 von der Gemeinde Unterneuberg verliehen und 2002 aberkannt; 1944 von der Gemeinde Zeil-Pöllau verliehen und 2003 aberkannt)

### Söhne und Töchter der Gemeinde
- Peter Maria Schuster (1939–2019), österreichischer Physiker und Schriftsteller, lebte in Pöllauberg[17][18]
- Peter Töglhofer (1944–2007), Musikant, Humorist, Moderator, Laien-Schauspieler und Autor des Buches a’ Herz braucht der Mensch (ISBN 3-85365-226-3), lebte in Pöllauberg
- Hubert Lang (* 1964), Abgeordneter zum Steiermärkischen Landtag